# Китнисс Эвердин
Китнисс Эвердин (англ. Katniss Everdeen) — персонаж трилогии книг Сьюзен Коллинз «Голодные игры» и одноимённой кинотетралогии. В фильмах роль Китнисс исполняет актриса Дженнифер Лоуренс.

## Сюжет книг
Китнисс и её семья живёт в 12 (угледобывающем) «дистрикте», то есть районе, который является самым бедным и наименее населённым в вымышленном самодержавном государстве Панем. В ходе первой книги, «Голодные игры», Китнисс Эвердин добровольно принимает участие в «Голодных играх», чтобы спасти свою малолетнюю сестру Примроуз, выбранную для участия жребием. Китнисс объединяется со вторым участником из Дистрикта 12 — Питом Мелларком. Китнисс использует свои знания в области охоты и стрельбы из лука, чтобы выжить. Вопреки правилам Капитолия, победителями становятся сразу двое. В течение следующих двух романов, «И вспыхнет пламя» и «Сойка-пересмешница», Китнисс становится символом восстания тринадцати дистриктов против Капитолия.

## Создание
Идея создания трилогии частично основана на мифе о Тесее и Минотавре, согласно которому 7 девочек и 7 мальчиков из Афин каждые 9 лет отправляли на съедение Минотавру. Это происходило до тех пор, пока Тесей не убил его. Коллинз, услышав эту историю в 8 лет, была удивлена такой беспощадностью и жестокостью. Позже Сьюзен сказала: «По-своему, Китнисс — Тесей будущего». В книгах указано, что Китнисс хорошо разбирается в технике выживания, ориентируется на природе, с детства охотится, чтобы прокормить семью. Таким образом Коллинз отразила тех знакомых её отца, которые выросли во времена Великой Депрессии и были вынуждены охотиться, чтобы раздобыть хоть какую-то еду.
Китнисс и другие участники («трибуты»), прежде чем принять участие в Играх, должны соперничать за симпатии спонсоров, которые жертвуют деньги для покупки жизненно важных предметов, пока они находятся на арене. То есть зрители имеют практически такую же силу, как и распорядители Игр, что фактически основывается на Римских гладиаторских боях, когда зрители одним жестом могут решить, оставить ли бойца в живых.

### Этимология имени
Имя Китнисс происходит от растения, которое больше известно как стрелолист (в англ. «katniss»), корни которого обычно находятся в воде. Корни этого растения можно употреблять в пищу, что Китнисс и делает в книге. Её отец говорил: «Пока ты можешь найти себя, ты не будешь голодать». Стрелолист также делит своё название со знаком зодиака Стрелец (англ. «Sagittarius» или «The Archer»), что может указывать на её навык стрельбы из лука.
Её фамилия происходит от Вирсавии Эвердин, главной героини романа «Вдали от обезумевшей толпы» Томаса Харди. Как говорит Коллинз, «Эти двое очень разные, но обе следуют за своим сердцем».

## Характеристика

### Внешний вид
В книге Китнисс имеет типичную внешность для жителей Шлака — у неё тёмные волосы, оливковая кожа и серые глаза. У неё длинная коса, спадающая на спину (во второй части, во время тумана, она была сожжена на треть). Девушка худая и невысокая, но сильная, так как ей приходилось кормить свою семью, охотясь в лесах за пределами Дистрикта-12. В фильме роль Китнисс исполняет Дженнифер Лоуренс.

### Происхождение
Отец Китнисс был шахтёром и погиб при взрыве в шахте, когда Китнисс было 11 лет. После этого её мать впала в депрессию и была неспособна заботиться о детях. На грани голода за несколько недель до своего двенадцатилетия, 8 мая, Китнисс бродила по богатым частям города в надежде украсть немного еды из мусорных баков богатых лавочников. Она пыталась отыскать пропитание на задворках пекарни, когда её увидели жена пекаря и её сын Пит. Жена пекаря прогнала Китнисс, но, обессилев от голода, та скрылась в саду. Пит умышленно сжёг две буханки хлеба, за что был избит собственной матерью, затем приказавшей ему выбросить хлеб их свиньям. Вместо этого Пит отдал хлеб голодающей Китнисс, а она принесла хлеб домой, чтобы накормить мать и сестру, которые не ели уже несколько дней. Хлеб подарил им надежду и дал Китнисс силы жить дальше. Китнисс считала себя обязанной Питу из-за этого случая.
Через несколько дней Китнисс решила пойти в лес, окружающий её дистрикт, чтобы незаконно поохотиться и собрать растения для пропитания, которыми они чаще всего питались до смерти отца. Там она встретила мальчика, Гейла Хотторна, который подобным же образом добывал пропитание для своей семьи. Китнисс и Гейл сдружились.
В то время, как мать Китнисс медленно отходила от депрессии и уже была способна вернуться на работу лекаря, Китнисс пыталась простить её за её отрешённость. Но, несмотря на улучшение в отношениях с матерью, сильную дружбу с Гейлом и всё большую привязанность к Питу, Китнисс уверена, что действительно любит только младшую сестру.

## Критические отзывы
Китнисс получила в основном положительные отзывы. В обзоре «Голодных игр» Стивен Кинг сказал, что она как «крутой парень» с «неправильным именем», добавив при этом: «Как её увидел, я практически влюбился».
Франциска Голдсмит в Booklist сказала: «Несмотря на то, что Китнисс отличный стрелок из лука и хорошая охотница, которая может анализировать своих противников, судить о личных чувствах и переживаниях ей тяжело, особенно о своих».
Publishers Weekly писали: «Коллинз мастерски описала Китнисс как нового Тесея. Она холодная, расчётливая, но к тому же и симпатичная».
Cleveland Plain Dealer пишет в обзоре на книгу «И вспыхнет пламя», что «Китнисс в задумчивом настроении слабо сочетается с убийствами, которые она совершает», добавив, что её лояльность и сердечная доброта приятно удивила.
Джон Грин в New York Times называет Китнисс «запоминающейся, сложной и увлекательной героиней». Кроме того, в New York Times Кэти Ройф сказала, что у Китнисс в книге «Сойка-пересмешница» был «сильный характер, хоть и точно не привлекательный. Она властная, капризная, своевольная, требовательная и колкая». Также отметила, что в последнее время именно эти качества делают многих героинь литературы симпатичными.
Entertainment Weekly сравнивая Китнисс и Беллу Свон из саги «Сумерки», писали, что «в отличие от пассивных „Сумерек“ и боязливой Беллы, Китнисс — хладнокровная девушка, которая демонстрирует в равной степени как сострадание, так и бесстрашие».
Лора Миллер (Salon.com) находит Китнисс слишком добродетельной и без мотивации, называя её негативной противоположностью Беллы из Сумерек: «В некотором смысле, Китнисс более пассивна, чем Белла, в ней есть и добрые качества, но героиня „Голодных игр“ никогда не ставит их на первое место. Несмотря на все недостатки, у Беллы, по крайней мере, есть смелость, её желание. Что, помимо мести, движет Китнисс Эвердин?» Тем не менее, Миллер считает, что она была «во многом лучше… Беллы».
Тем не менее, The Daily Telegraph Дэвид Гриттен отметил, Китнисс является «хорошим примером для подражания для девочек», у героини «есть и другие увлечения, кроме хандры из-за мальчиков».

## Экранизация

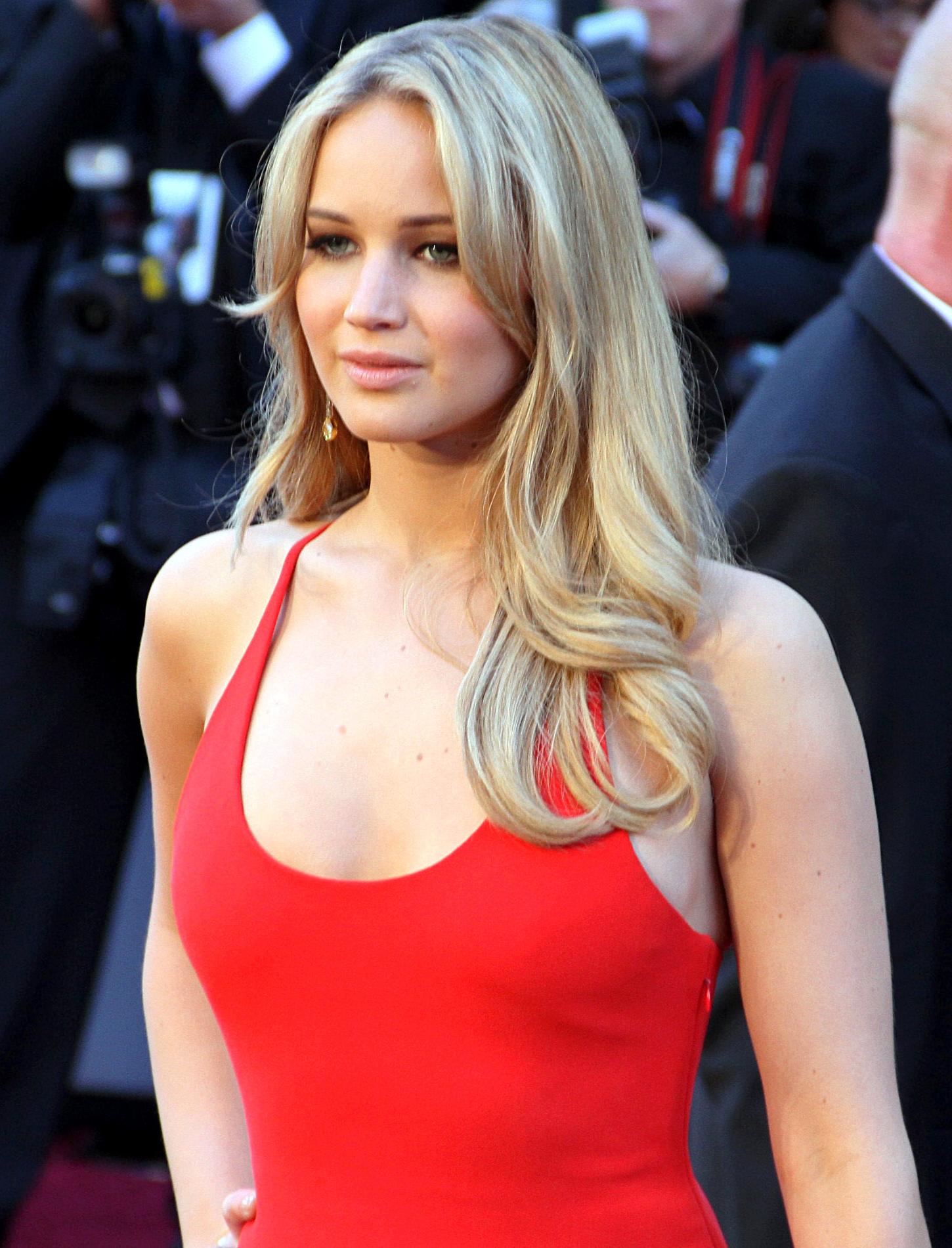

Актрисы Линдси Фонсека и Кая Скоделарио заинтересовались фильмом и получили сценарий в октябре 2010 года, в то время как номинантка на Оскар Хейли Стейнфилд встретилась с режиссёром Гэри Россом. Хлоя Морец, Малис Джау и Джодель Ферланд публично выразили заинтересованность в роли Китнисс. Агентство Lionsgate подтвердило в марте 2011 года, что около 30 актрис встретились с ними, чтобы ознакомиться с ролью, включая Дженифер Лоуренс, Эбигейл Бреслин, Эмму Робертс, Сиршу Ронан, Эмили Браунинг и Шейлин Вудли. 16 марта 2011 года было объявлено, что Дженифер Лоуренс из «Зимней кости» утверждена на роль Китнисс Эвердин. В это время Лоуренс было 20 — немногим больше, чем её героине. Тем не менее, автор Сьюзан Коллинз сказала, что актриса, которая будет играть Китнисс, должна иметь «определённую зрелость и целостность» и, судя по всему, актриса должна быть старше, чем её героиня. Коллинз утверждает, что Лоуренс «единственная по-настоящему поняла описанного в моей книге персонажа», и что она «обладает всеми необходимыми качествами, чтобы сыграть Китнисс».